# Tommaso Antici
Tommaso Antici (Recanati, Estats Pontificis, 10 de maig de 1731 – 4 de gener de 1812) va ser un cardenal i diplomàtic italià, que ocupà els càrrecs de Camarlenc del Col·legi Cardenalici i de Prefecte de la Congregació del Concili.
Va ser diplomàtic a Parma i Piacenza (1763-1767), Colònia (1762-1789), al Palatinat (1769-1777), a Polònia (1768-1795), a Lieja (1767-1784/1788), a Prússia (1776-1778), al comtat dels Palatinat-Zweibrücken (1777-1798) i a Baviera (1776-1798).
El 30 de maig de 1766 el rei Estanislau August de Polònia el nomenà encarregat de negocis polonès davant la Santa Seu de Roma. Antici era el típic condottiero diplomàtic italià. Inicialment vinculat a la representació diplomàtica del representant polonès de l'elector de Baviera i l'elector de Colònia, decidí no fer-ho sota la pressió de Varsòvia. El 24 de març de 1768 va ser promogut a ministre plenipotenciari. El 1768 va ser fet Indygenat. Des de 1789 es trobà sota la protecció reial, representant Polònia davant la Santa Seu.
A inicis del regnat d'Estaniuslau August no va poder aconseguir res de la Cúria Romana. La Santa Seu es negà a veure els esforços de reforma a Polònia.
El 1767 va ser nomenat cavaller de l'orde de Sant Estanislau, i el 1780 va rebre l'orde de l'Àliga Blanca.
El papa Pius VI el va crear cardenal al consistori del 30 de març de 1789. El 1793 va ser fet camarlenc del Col·legi de Cardenals i prefecte de la Congregació del Concili. Dimití del cardenalat el 1798, oficialment per motius de salut, retirant-se a Recanati, on va viure fins a la seva mort.
No va participar en el conclave de 1799-1800, celebrat a Venècia, i en el qual s'escollí a Pius VII.

## Honors
Cavaller de l'orde de l'Àliga Blanca
 Cavaller de l'orde de Sant Estanislau